# 他力本願 (ラジオ番組)
他力本願（たりきほんがん）は、ラジオ大阪で毎週火曜日24:00~24:30に放送している、ラジオ番組

## パーソナリティー
松原美穂
昔顔女優　元アイドル歌手　番組のテーマソング「治してあげる」を歌っている　有名人の友人多し
山本五郎 （やまもと　いつお）
がん温熱治療ハイパーサーミアの治療装置「サーモトロンRF８」の開発者　黄綬褒章　科学技術長官賞を受賞
松鶴家祐二
世界を股にかける漫談家　ラジオパーソナリティー歴は40年を超える　OBCでは「サントリー出前寄席」の出前持ちも務めた
| スタブアイコン | サブスタブ | この項目は、まだ閲覧者の調べものの参照としては役立たない、ラジオ番組に関連した書きかけの項目です。この項目を加筆・訂正などしてくださる協力者を求めています（P:ラジオ/PJ:放送番組）。 |